# Bibliothèque d'Oulunkylä
La bibliothèque d'Oulunkylä (finnois : Oulunkylän kirjasto) est une bibliothèque de la section Patola du quartier d'Oulunkylä à Helsinki en Finlande,,.

## Présentation
La bibliothèque d'Oulunkylä a été fondée en 1946.
Le bâtiment actuel de la bibliothèque, achevé en 1987, a été conçu par Simo Järvinen & Co. et construit à l'ouest du centre commercial Ogeli (fi).
La bibliothèque est l'un des établissements de la bibliothèque municipale d'Helsinki.

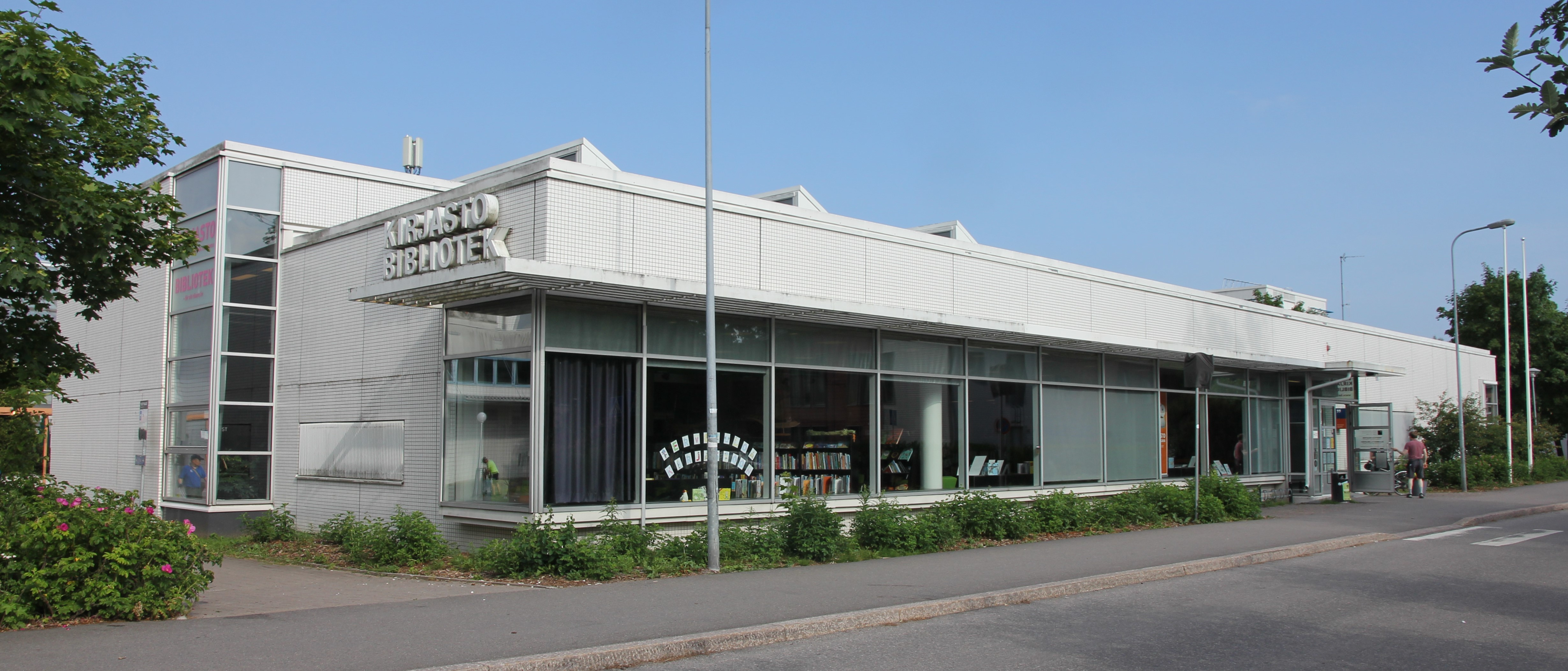
Le bâtiment de la bibliothèque (1987)

## Groupement Helmet de bibliothèques
La bibliothèque de Etelä-Haaga fait partie du groupement Helmet, qui est un groupement de bibliothèques municipales d'Espoo, d'Helsinki, de Kauniainen et de Vantaa ayant une liste de collections commune et des règles d'utilisation communes.